# Ramsødalen
Ramsødalen er en tunneldal, der strækker sig fra Køge Bugt i sydøst til Roskilde Fjord i nordvest. Fra de åbne enge og moseområder har man vidt udsyn til dalbund og dalsider og kan tydeligt fornemme de geologiske processer fra istiden. Ramsø Mose omfatter ca. 216 ha og strækker sig 5 km fra Gadstrup i øst til Kumlehuse i vest i et bælte på op til ½ km’s bredde, og udgør Natura 2000-område nr. 151 Ramsø Mose der er et fuglebeskyttelsesområde.

## Landskabet
Landskabet, der har et rigt fugleliv. Især efter at visse vandindvindingsboringer er stoppet og Ramsøen er blevet skabt. Dalen har tidligere været vanskeligt tilgængelig, men har nu en sti, der dog stadig nogle steder er lidt ufremkommelig.
Området er meget varieret med en mosaik af forskellige naturtyper. Her møder man rigkær, enge der indimellem oversvømmes, overdrev og krat, ellesump og askeskov samt selvfølgelig de åbne vandområder. Dalen omgives af dyrkede marker, der sætter dalens frodighed i relief. Centralt gennem tunneldalen løber Langvad Å.
Der har været betydelig vandindvinding og grundvandet har været sænket 5-6 m. Nu er nogle af boringerne lukket og i øst mod Gadstrup er Ramsøen blevet skabt efter at staten opkøbte landbrugsjorden og slukkede for pumper, der drænede jorden.

## Fredning
Ca. 300 hektar i Ramsødalen blev fredet 2004, 
Fredningssagen er rejst af det tidl. Roskilde Amt og Danmarks Naturfredningsforening, mens Lejre Kommune ikke fandt behov for fredningen. Fredningen skal sikre at naturområdet bevares og plejes bl.a. gennem græsning og høslæt.

## Eksterne kilder og henvisninger
1. ↑  "Natura 2000-planen" (PDF). Arkiveret fra originalen (PDF) 8. juli 2020. Hentet 10. juli 2020.
2. ↑  Om fredningen på fredninger.dk

- Kort over området

|  | Denne artikel om lokaliteten Ramsødalen kan blive bedre, hvis der indsættes et (bedre) billede. Du kan hjælpe ved at afsøge Wikimedia Commons for et passende billede eller lægge et op på Wikimedia Commons med en af de tilladte licenser og indsætte det i artiklen. |

55°34′45″N 12°2′40″Ø / 55.57917°N 12.04444°Ø